# Polystomellomyces atheniensis
Polystomellomyces atheniensis är en svampart som beskrevs av Bat. 1959. Polystomellomyces atheniensis ingår i släktet Polystomellomyces, divisionen sporsäcksvampar och riket svampar.   Inga underarter finns listade i Catalogue of Life.